# Oerytsj
Oerytsj (Oekraïens: Урич, Pools: Urycz) is een dorp in Oekraïne, in de Oblast Lviv. Het dorp heeft 305 inwoners.
Oerytsj is gesticht in 1369. Tussen de twee wereldoorlogen hoorde het tot de Tweede Poolse Republiek. In 1939 werd het dorp tijdens de Poolse Veldtocht door de Duitse Wehrmacht veroverd. Op 22 september van dat jaar werden 73-100 krijgsgevangen Polen door de Wehrmacht in een houten schuur opgesloten. Deze schuur werd door de Wehrmacht in brand gestoken, waarbij de krijgsgevangenen om het leven kwamen. Oerytsj lag in het gebied dat volgens het Molotov-Ribbentroppact aan de Sovjet-Unie toekwam. Het werd in 1939 door de Sovjets veroverd en geannexeerd. Tegenwoordig hoort Oerytsj tot Oekraïne.
Tijdens de Tweede Wereldoorlog pleegden de Duitsers een massamoord op de Joodse inwoners.